# Dizy (Szwajcaria)
Dizy − miejscowość i gmina (commune) w zachodniej Szwajcarii, w kantonie Vaud, w okręgu (district) Morges.  

## Demografia
W Dizy mieszkają 232 osoby. W 2021 roku 12,5% populacji gminy stanowiły osoby urodzone poza Szwajcarią.